# Teste de Gaenslen
O teste de Gaenslen, também conhecido como manobra de Gaenslen, é um exame físico executado por médicos, fisioterapeutas e enfermeiros, usado para detectar ou afastar anormalidades musculoesqueléticas e inflamação primária-crônica das vértebras lombares e articulação sacroilíaca, como uma sacroileíte, instabilidade da sínfise púbica, patologias do quadril. O teste serve também para avaliação tracional do nervo femoral.

## Técnica
Com o paciente em decúbito dorsal (deitado de barriga para cima) na beira da maca, a perna não testada é mantida em extensão, enquanto a perna testada é colocada em flexão máxima.
Em seguida, o examinador coloca uma mão na parte anterior da coxa da perna não testada e a outra mão sobre o joelho da perna testada para aplicar uma pressão para flexão máxima (posição alternativa é a região posterior da coxa, proximal ao joelho, para os pacientes que têm patologia no joelho ). O teste é considerado positivo quando essa tração (distensão) reproduz a dor lombar.